# Katarzyna Warszycka

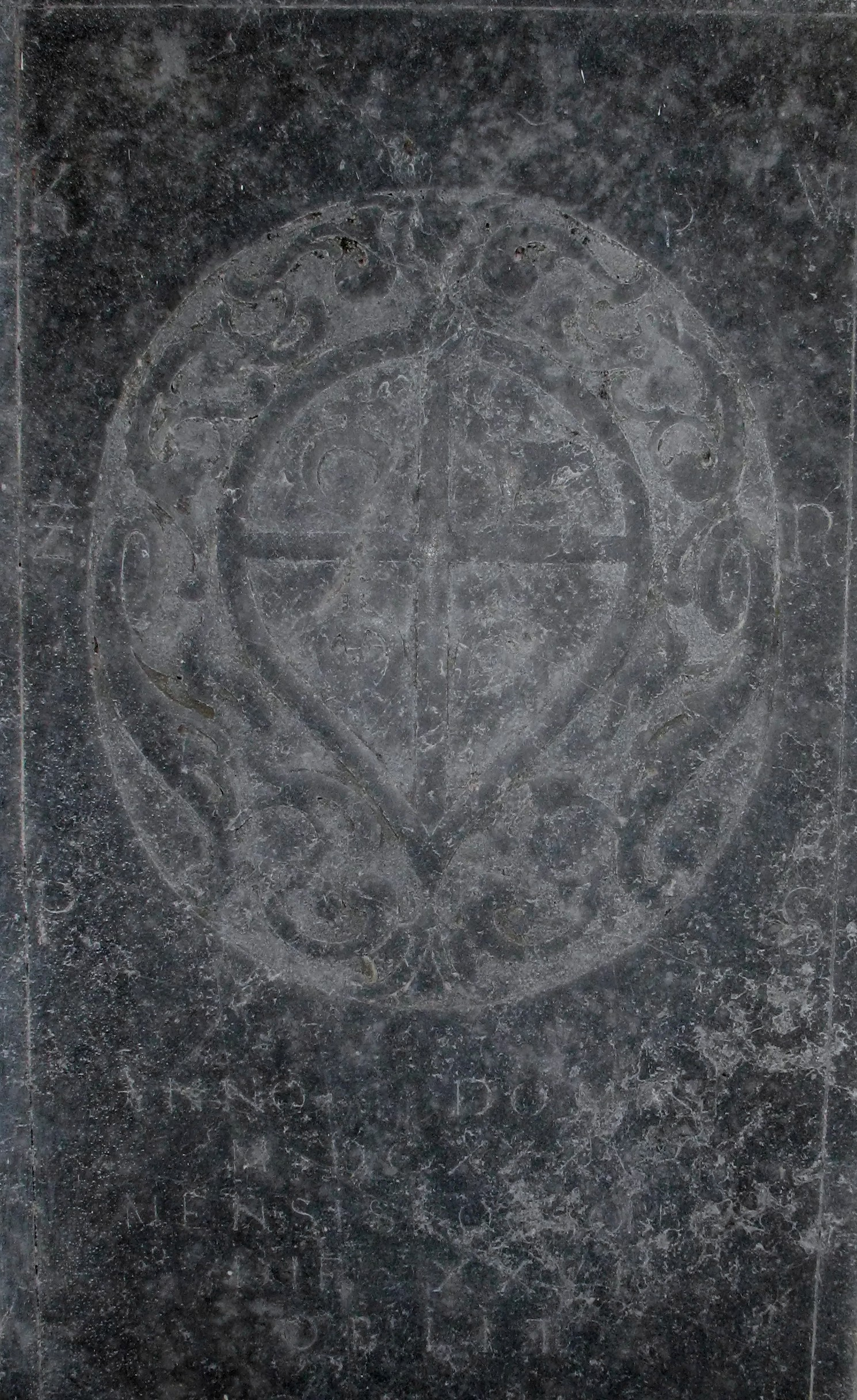
Fragment płyty nagrobnej Katarzyny Warszyckiej w kościele MB Śnieżnej w Piotrkowie Trybunalskim. W prawym górnym polu tarczy widoczny herb Pobóg

Katarzyna Warszycka z Rokszyckich herbu Pobóg (zm. koniec lat 20. XVII wieku) – polska szlachcianka, dziedziczka Rokszyc, fundatorka klasztoru dominikanek w Piotrkowie Trybunalskim.
Była żoną podkomorzego sieradzkiego Andrzeja Warszyckiego herbu Abdank – syna Macieja i Anny z Romiszewskich, brata wojewody podlaskiego Stanisława Warszyckiego i siostrzeńca kasztelana rospierskiego Jana Romiszewskiego.
Jej synami byli Adam, Paweł i Stanisław Warszyccy. W 1608 roku dokonała fundacji klasztoru dominikanek w Piotrkowie, kupując dom i place od piotrkowskich dominikanów. Budowa klasztoru z różnych przyczyn opóźniała się i dopiero po 1627 roku położono jego fundamenty. Niedługo potem Warszycka zmarła.